# النوبه (لودر)

تعديل مصدري - تعديل

النوبة هي إحدى قرى عزلة زارة بمديرية لودر التابعة لمحافظة أبين، بلغ تعداد سكانها 218 نسمة حسب تعداد اليمن لعام 2004.